# Mary Reilly
Mary Reilly (Mary Reilly (título em Portugal) ou O Segredo de Mary Reilly (título no Brasil)) é um filme estadunidense de 1996 dos gêneros suspense e terror, dirigido por Stephen Frears e estrelado por Julia Roberts e John Malkovich. O filme foi escrito por Christopher Hampton com o roteiro baseado no livro Mary Reilly, de Valerie Martin, obra inspirada em O Médico e o Monstro, do escritor escocês Robert Louis Stevenson. Este foi o reencontro do diretor Frears, do roteirista Hampton, dos atores Malkovich e Glenn Close, a produtora Norma Heyman, o compositor George Fenton, o diretor de fotografia Philippe Rousselot, o diretor de arte Stuart Craig e diretora de elenco Juliet Taylor, todos envolvidos no filme Dangerous Liaisons (1988).
Os produtores Jon Peters e Peter Guber adquiriram os direitos de filmagem para Mary Reilly em 1989, e os escolheram para a Warner Bros. com Roman Polanski como diretor. Quando Guber se tornou CEO da Sony Pictures Entertainment no mesmo ano, ele mudou Mary Reilly para a empresa irmã da Sony, a TriStar Pictures, onde Tim Burton foi contratado para dirigir com Denise Di Novi para produzir em 1991. Christopher Hampton foi contratado para escrever o roteiro, e Burton assinou como diretor em janeiro de 1993, depois que ele aprovou a reescrita de Hampton. Ele pretendia começar a filmar em janeiro de 1994, depois que ele completou Ed Wood, com Winona Ryder no papel principal, mas Burton desistiu em maio de 1993. Stephen Frears foi a primeira escolha do TriStar para substituir Burton, e Di Novi foi demitida e substituída por Ned Tanen. Daniel Day-Lewis foi a primeira escolha do TriStar para o papel do Dr. Jekyll e Uma Thurman para o papel de Mary.
Relatos de alegados atrasos na produção e animosidade entre os dois protagonistas ajudaram a alimentar o pobre boca-a-boca antes da divulgação do filme. Após o lançamento, os comentários foram negativos, com poucos críticos encontrando algo para elogiar a produção. O filme teve um desempenho ruim nas bilheterias. Ele ganhou meros US$ 5,6 milhões no mercado interno com um orçamento de US$ 47 milhões e arrecadou apenas US$ 12,3 milhões em todo o mundo. Mary Reilly atualmente tem uma classificação de 26% no Rotten Tomatoes, com base em 43 avaliações, com uma classificação média de 4,3/10. O consenso crítico do site afirma: "Mary Reilly parece bom e tem seus momentos, mas no geral, o filme beira o tédio".
Roberts foi indicada para Pior Atriz pelo Framboesa de Ouro, perdendo para Demi Moore em The Juror e Striptease, e Stephen Frears foi indicado para pior diretor, mas perdeu para Andrew Bergman por Striptease. O filme também foi inscrito no 46º Festival Internacional de Cinema de Berlim.

## Sinopse
Mary Reilly é colocada em serviço por sua mãe aos 12 anos para afastá-la de seu pai atormentado. Ela vem trabalhar na casa do Dr. Henry Jekyll, que possui um laboratório separado da casa. Ela e Jekyll desenvolvem um relacionamento que desperta a desconfiança do Sr. Poole, o chefe da equipe doméstica, mas Jekyll freqüentemente a pede assistência.
Uma noite, Mary está acidentalmente trancada no laboratório e espia no novo assistente de Jekyll, Edward Hyde. Ela é descoberta, mas Hyde é menos reprovadora do que esperava. Em uma missão para enviar uma carta de Jekyll à Sra. Faraday, uma senhora, Mary descobre que uma bagunça sangrenta no mercado foi causada pelo Sr. Hyde.
Mary encontra-se atraída pela natureza apaixonada de Hyde. No entanto, ela também está chateada quando revela que ele conhece detalhes íntimos sobre suas conversas com Jekyll. Quando ela desafia Jekyll sobre isso, ele diz que ele tomou notas sobre suas conversas por hábito, e Hyde deve ter olhado as notas sem o conhecimento de Jekyll. No dia seguinte, quando Mary entrega o café da manhã de Jekyll, ele pede que ela acompanhe Hyde em uma missão. Eles visitam o quintal do matadouro para coletar órgãos para a pesquisa de Jekyll e Hyde tormenta Mary, perguntando se ela está ciente de quanto Jekyll ansia tocá-la.
Ao buscar chá para Hyde, ela responde a porta para encontrar a Sra. Farraday, que insiste em ver Jekyll. Jekyll não se agrada em vê-la; Ela exige mais dinheiro para seu silêncio contínuo. Mary deixa-os sozinhos, mas enquanto rega o jardim, ela percebe que as luzes no laboratório saem e, investigando, descobre um pequeno grupo de sangue na mesa do teatro. Ela não vê Hyde, que está escondido e matou Farraday.
Depois de receber uma carta informando-lhe que sua mãe morreu, Mary volta a casa para planejar o funeral. Quando ela está voltando para a casa de Jekyll, Hyde a agarra no beco; ele está sendo perseguido por policiais montados, mas está escondido deles. Eventualmente, a polícia pergunta a Mary sobre a morte de Sir Danvers Carew, e ela nega ter visto Hyde naquele dia. Jekyll adverte mais tarde a Mary que não deveria ter mentido para a polícia. Ele diz a ela que ele descartou Hyde e o subornou para que desapareça.
Dias depois, Mary se surpreende ao descobrir Hyde na cama do médico. Ela tenta levantar o alarme, mas ele a pára e depois revela sua verdadeira natureza: ele explica que, como uma cura para a depressão, Jekyll se injeta com um soro e, como resultado, se torna Hyde, que por sua vez injeta o "antídoto" para retomar sendo Jekyll. Hyde continua dizendo que ele agora tem a capacidade de aparecer sem a ajuda do soro e tenta convencê-la a ter relações sexuais com ele. Mary fica chocada; ele a deixa ir, e ela se junta aos outros servos na cozinha. Eles são interrompidos por Jekyll, que ordena a Poole que tome uma amostra de uma poção para o químico e peça que analisem. Ele deve esperar até que eles sejam bem-sucedidos, pois isso é uma questão de vida e morte. No entanto, ele retorna sem sucesso.
Mary vai sair, mas, saindo, decide visitar o laboratório. Hyde a ataca, esmagando itens no laboratório. Ele segura uma faca na garganta, mas não a mata. Ele diz que ele sempre soube que Mary "seria a morte de nós". Ele então se injeta com o antídoto, e Mary é forçada a testemunhar a horrível transformação de um homem para o outro. Jekyll revela que Hyde misturou um veneno com o antídoto e depois morre nos braços de Mary. Na parte da manhã, Jekyll, embora morto, se transformou em Hyde uma última vez, acordado e sorridente, enquanto Mary entra no nevoeiro.
Predefinição:Spoiler fim

## Elenco
- Julia Roberts como Mary Reilly
  - Sasha Hanau como jovem Mary Reilly
- John Malkovich como Dr. Henry Jekyll / Mr. Edward Hyde
- Michael Sheen como Bradshaw
- George Cole como senhor Poole
- Kathy Staff como senhora Kent
- Bronagh Gallagher como Annie
- Glenn Close como senhora Farraday
- Michael Gambon como senhor Reilly
- Linda Bassett como senhora Reilly
- Henry Goodman como Haffinger
- Ciarán Hinds como Sir Danvers Carew
- Tim Barlow como vigário
- Stephen Boxer como inspetor
- Bob Mason como the policial
- Isabella Marsh como menina
- Richard Leaf e Wendy Nottingham como pais da menina
- Ellie Crockett, Robbi Stevens, Kadamba Simmons, Evelyn Doggart, Pui Fan Lee, Mimi Potworowska, Samantha Hones e Julia Hagen como meninas Farraday